# アラン・フィッシャー
アラン・フィッシャー（Alain Fischer, 1949年9月11日 - ）はフランスの免疫学者。コレージュ・ド・フランスおよびフランス大学学院教授（小児免疫学）。先天性免疫不全と遺伝子治療の研究で知られる。
パリ出身。1979年にパリ第7大学からM.D.取得。1980からロンドン大学で博士研究員となる。1988年パリ第5大学医学部教授。1991年からフランス国立衛生医学研究所（INSERM）所属。2020年、ジャン・カステックス首相により、フランスにおけるCOVID-19ワクチン接種戦略の責任者に任命された。

## 受賞歴
- 1998年 エルンスト・ユング賞
- 2001年 ルイ＝ジャンテ医学賞
- 2012年 アベリー・ラントシュタイナー賞
- 2014年 ロベルト・コッホ賞
- 2015年 日本国際賞[1]
- 2022年 エルンスト・ユング・ゴールドメダル

## 参照
- Englische Biographie